# Adesmia echinus
Adesmia echinus är en ärtväxtart som beskrevs av Karel Presl. Adesmia echinus ingår i släktet Adesmia och familjen ärtväxter. Inga underarter finns listade i Catalogue of Life.